# Mu1 Chamaeleontis
Mu1 Chamaeleontis (19 Chamaeleontis) é uma estrela na direção da constelação de Chamaeleon. Possui uma ascensão reta de 10h 00m 43.90s e uma declinação de −82° 12′ 53.1″. Sua magnitude aparente é igual a 5.53. Considerando sua distância de 399 anos-luz em relação à Terra, sua magnitude absoluta é igual a 0.09. Pertence à classe espectral A0IV.